# Hydroelektrownia czarwacka

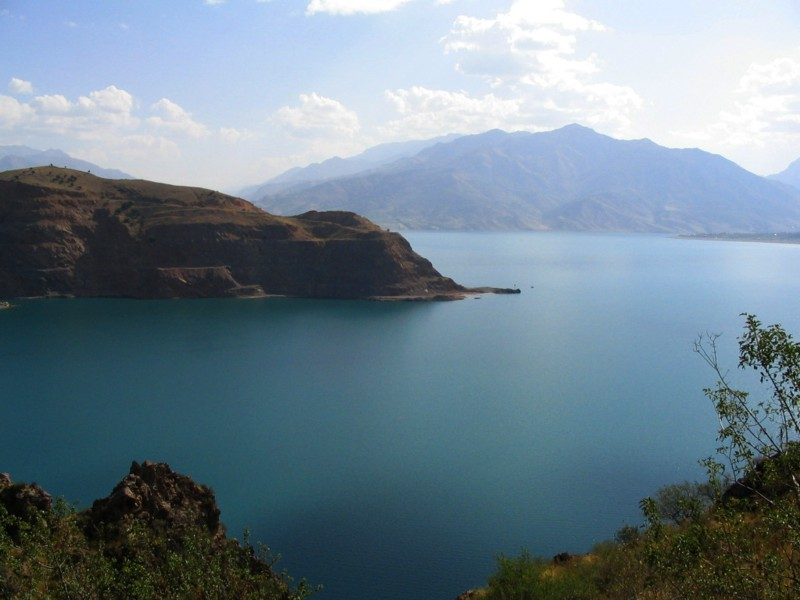
Widok na Zbiornik Czarwacki

Hydroelektrownia czarwacka (ros. Чарвакская ГЭС) - elektrownia wodna na północy wilajetu taszkenckiego w Uzbekistanie, na rzece Czyrczyk.

## Historia
Budowę rozpoczęto w 1963, zakończono w 1972 roku. Moc 600 MWat. Kamienna tama o wysokości 168 metrów tworzy Zbiornik Czarwacki o pojemności 2 km³, zasilany przez rzeki: Piskom i Czatkał.